# Muzeum Ziemiaństwa w Dobrzycy

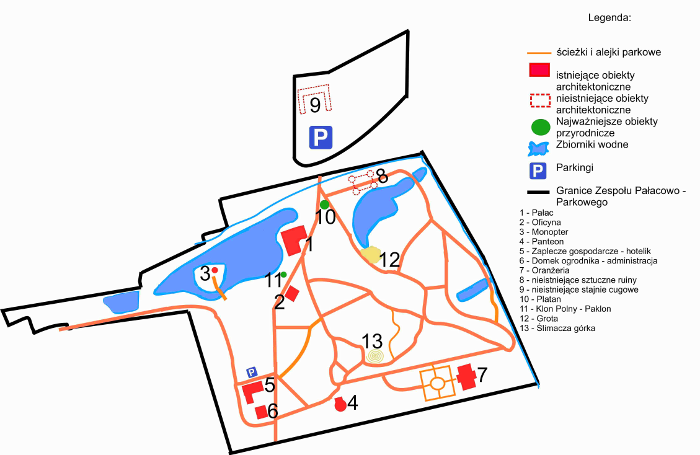
Plan zespołu pałacowo-parkowego w Dobrzycy

Muzeum Ziemiaństwa w Dobrzycy Zespół Pałacowo-Parkowy – placówka mająca swoją siedzibę na terenie zespołu pałacowo-parkowego, w skład którego wchodzi pałac wraz z towarzyszącymi budynkami i otoczeniem parkowym. Od 1 stycznia 2019 roku Zespół Pałacowo-Parkowy w Dobrzycy posiada status Pomnika Historii. Od kwietnia 2015 roku dyrektorem jest Wiesław Kaczmarek.

## Historia
Muzeum założone zostało 1 grudnia 1988 roku. Na mocy decyzji Ministra Kultury i Sztuki powstało wtedy Muzeum Wolnomularstwa jako Oddział Muzeum Narodowego w Poznaniu. Ówczesny stan badań pozwalał sądzić, że zarówno charakterystyczny kształt architektury pałacu na planie litery „L” jak i związki Augustyna Gorzeńskiego z masonerią wskazują na odniesienia wolnomularskie całego założenia. Stąd dobór nazwy i profilu działalności Muzeum.
31 grudnia 1995 r. Oddział ten został zlikwidowany, a w styczniu 1996 r. wojewoda kaliski powołał w to miejsce samodzielną placówkę jako Muzeum Zespół Pałacowo-Parkowy w Dobrzycy. Podczas reformy administracyjnej wprowadzonej w 1999 r., dawne województwo kaliskie weszło w skład nowo utworzonego województwa wielkopolskiego, a Muzeum znalazło się w gestii starostwa pleszewskiego. 2 lipca 2002 r. placówka dobrzycka – na mocy porozumienia zawartego między samorządami – przekazana została Sejmikowi Województwa Wielkopolskiego. W 2009 r. Muzeum zmieniło profil swojej działalności, przyjmując nazwę: Muzeum Ziemiaństwa w Dobrzycy Zespół Pałacowo-Parkowy. W latach 2018–2020 oddziałem Muzeum Ziemiaństwa w Dobrzycy było – poświęcone osobie Jana Henryka Dąbrowskiego – Muzeum w Winnej Górze (powiat średzki). 

## Działalność
Stan obiektów wchodzących w skład Zespołu Pałacowo-Parkowego w Dobrzycy sprawił, że w latach dziewięćdziesiątych XX w. i w pierwszym dziesięcioleciu XXI w. działalność Muzeum koncentrowała się przede wszystkim na pracach remontowych i konserwatorskich, podczas których odkryto m.in. oryginalne polichromie Antoniego Smuglewicza i Roberta Stankiewicza oraz przywrócono pierwotny układ pomieszczeń i częściowo zrekonstruowano ich wygląd. Wspomniane prace docenione zostały przez Ministra Kultury przyznaniem I nagrody w konkursie na Wydarzenie Muzealne Roku „Sybilla 2004”. Ukończenie prac umożliwiło udostępnienie wnętrz pałacowych dla zwiedzających – uroczyste otwarcie Muzeum odbyło się 14 lutego 2005 r. 
Od 2009 r. Muzeum zajmuje się m.in. upamiętnianiem dziedzictwa historycznego i kulturalnego ziemiaństwa polskiego. W bieżącej działalności instytucji, obok stopniowego uzupełniania wyposażenia ruchomego pałacu drogą kupna nowych eksponatów i pozyskiwania depozytów z innych placówek muzealnych, duże znaczenie przywiązywane jest do prac rewaloryzacyjnych, koncentrujących się przede wszystkim na założeniu parkowym. Uwaga skierowana jest również na rozbudowę zaplecza administracyjnego, hotelowego i gastronomicznego. W 2010 r. administracja Muzeum przeniesiona została do tzw. Domku Ogrodnika, a w miejscu dawnego jego zaplecza  powstał hotelik z apartamentem i 4 pokojami jedno- i dwuosobowymi. W Oficynie ulokowano dział naukowo-oświatowy oraz bibliotekę Muzeum, powstałą w znacznej części dzięki darom p. Tadeusza Mikołajewskiego. W 2011 r. w południowo-wschodniej części parku zbudowano budynek Oranżerii, który można wynajmować do celów komercyjnych (pełni funkcję sali koncertowo-konferencyjnej, a w okresie letnim także kawiarenki).

W działalności o charakterze merytorycznym skupiono się na organizacji wystaw czasowych o możliwie przekrojowym charakterze, ze szczególnym uwzględnieniem tradycji ziemiańskich, dawnej obyczajowości i kolekcjonerstwa. Począwszy od 2006 r. w Muzeum odbyły się m.in. wystawy poświęcone dawnej modzie, srebrom stołowym, porcelanie, ziemiańskiemu stołowi oraz dawnej broni paradnej. Poza wspomnianą problematyką podejmuje się również tematy związane z historią regionu np. w 2012 r. odbyła się wystawa dokumentująca tradycje bractw kurkowych.

Muzeum gromadzi również rozproszone i znajdujące się w prywatnych rękach materiały źródłowe, dotyczące przede wszystkim dziejów dobrzyckiej rezydencji i rodów ziemiańskich. Nawiązano też współpracę ze środowiskami ziemiańskimi, w tym z Polskim Towarzystwem Ziemiańskim.

Od 2009 Muzeum w ramach badań, popularyzowania oraz dokumentowania dziejów i osiągnięć kulturalnych ziemiaństwa polskiego wydaje rocznik „Dobrzyckie Studia Ziemiańskie”. Do tej pory ukazały się cztery tomy wydawnictwa.

## Rola kulturotwórcza
Od 2003 r. organizowane są coroczne „Spotkania z klasyką” – impreza inaugurująca sezon, połączona z otwarciem wystaw czasowych. Odbywają się z tej okazji wykłady lub pokazy, a także koncerty muzyki klasycznej i rozrywkowej.

Cyklicznie odbywają się koncerty z Filharmonią Kaliską oraz impreza pod hasłem „Koncertowe Pożegnanie Lata”.

Muzeum bierze także udział w Festiwalu Muzycznym Południowej Wielkopolski.

We współpracy z Uniwersytetem Artystycznym w Poznaniu i Wydziałem Pedagogiczno-Artystycznym Uniwersytetu im. Adama Mickiewicza w Kaliszu organizowane są plenery malarskie, których owocem, prócz kilku wystaw poplenerowych, było wydanie w 2007 r. publikacji „Plenery malarskie w Dobrzycy”.

Od 2014 r. Muzeum organizuje coroczne plenery malarskie „Ziemiańskie klimaty”, podczas których zaproszeni artyści z różnych stron kraju tworzą obrazy poświęcone tematyce dworów i pałaców znajdujących się w południowo-wschodniej części Wielkopolski.
Każdego roku odbywa się „Pleszewsko-Dobrzycki Rajd Pojazdów Zabytkowych: Szlakiem Rezydencji Ziemiańskich”.

Ponadto w Muzeum odbywają się liczne konkursy dla młodzieży szkolnej, których celem jest propagowanie wiedzy na temat zachowanych parków dworskich oraz występującej w nich fauny i flory.
Zespół Pałacowo-Parkowy w Dobrzycy odwiedza rocznie do ok. 10 tys. osób, wśród których są zarówno turyści indywidualni, jak i grupy zorganizowane (w tym zwłaszcza szkoły, uniwersytety III wieku itd.)
Z Muzeum współpracuje również działające od 1990 r. Towarzystwo Miłośników Ziemi Dobrzyckiej.

## Dyrektorzy
- Michał Karalus (1988–1999, do 1995 jako Kierownik Oddziału Muzeum Narodowego w Poznaniu)
- Iwona Krawiec (1999–2003)
- Jan Bartczak (2003–2004)
- Wojciech Dąbrowski (2004–2015)
- Wiesław Kaczmarek (od 2015)

## Przypisy

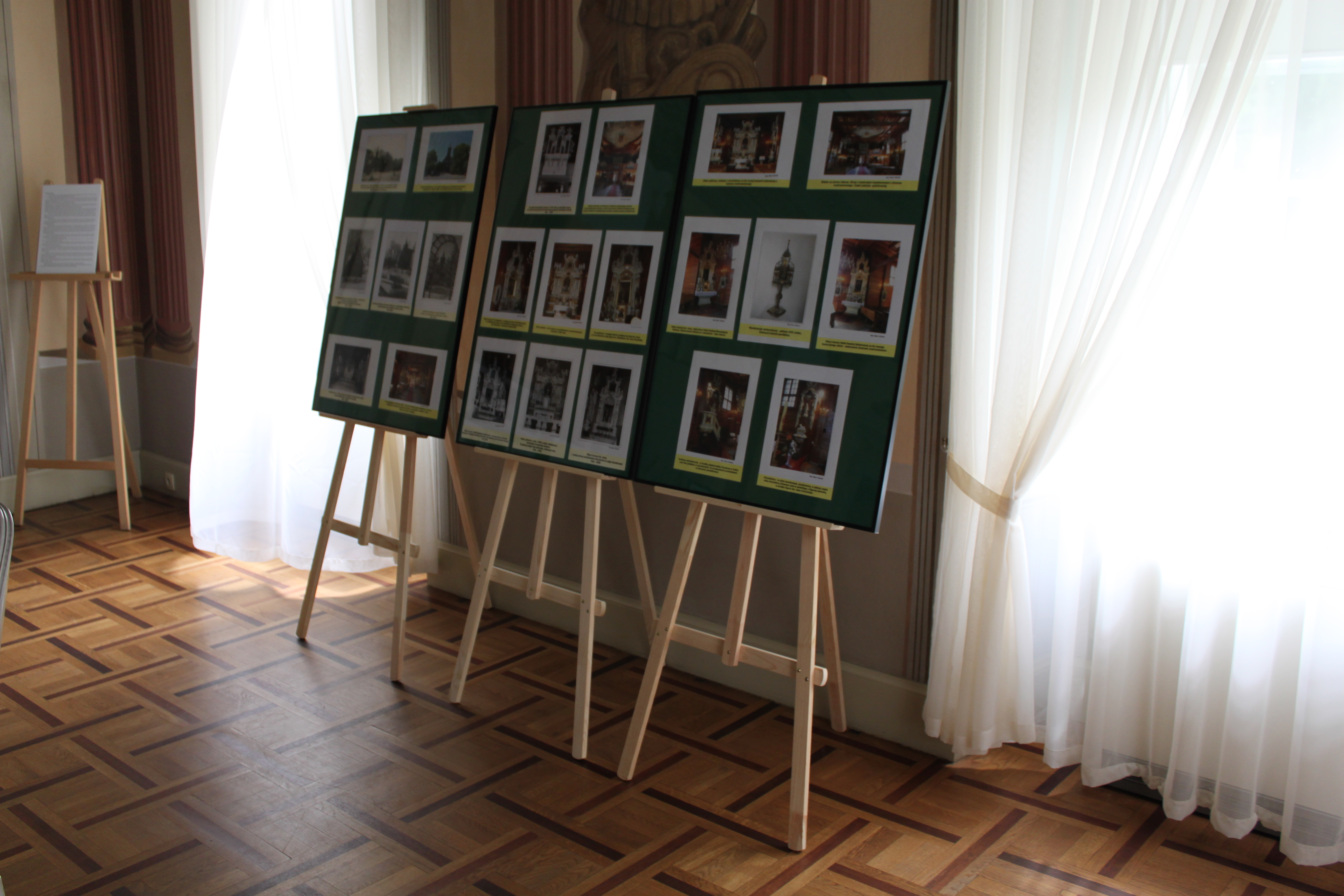
Wystawa "Dobrzyca na starych fotografiach"